# Смичок Володимир Григорович
Володимир Григорович Смичок (? — ?) — український радянський діяч, новатор виробництва, фрезерувальник Київського заводу «Ширвжиток». Депутат Верховної Ради УРСР 6-го скликання.

## Біографія
З 1950-х років — фрезерувальник Київського заводу «Ширвжиток».

## Нагороди
- ордени
- медалі